# Catherine Joens
Catherine Joens (appelée aussi Cathy Joens), née le 2 février 1981 à Irvine (Californie), est une joueuse américaine de basket-ball.

## Biographie
Elle dispute la pré-saison avec le Sky de Chicago, mais est coupée avant le début de saison régulière, puis elle signe un nouveau contrat avec cette même franchise le 5 juillet. Elle dispute alors 19 rencontres, obtenant un temps de jeu 14 minutes 3. Elle profite de celui-ci pour marquer 5 points, capter 1,7 rebond et délivrer 1,7 passe. La saison suivante, elle fait de nouveau partie de l'effectif des Sky et produit 3,8 points, 1,3 rebond et 0,5 passe en 10 minutes 5.
En 2010, elle est sélectionnée pour le All-Star Game européen, où elle marque 10 points.
A Bourges, elle s'affirme comme un des piliers du club. Sa troisième saison dans le Berry est perturbée une fracture qui la prive du début de saison puis une nouvelle fracture en janvier qui la prive de la fin de saison (remplacée par Marissa Coleman. )alors qu'elle est des meilleures marqueuses des Tango avec 12,3 points et 3,5 rebonds en LFB et 13,7 points et 3,2 rebonds en Euroligue .
En 2013-2014, elle accroche avec Bourges la quatrième place de l'Euroligue, jouant 13 matches pour 7,8 points, 1,3 rebond et 0,8 passe décisive de moyenne. Bourges remporte en 2014 sa huitième coupe de France face à Villeneuve-d'Ascq par 57 points à 48. Cette rencontre de Coupe est sa dernière de la saison sous le maillot de Bourges car elle se blesse au genoux quelques jours plus tard à l'entraînement et manque donc la finale du championnat.

## Clubs
| Saisons   | Équipe               | Pays       |
| 2005-2007 | Pays d'Aix Basket 13 | France     |
| 2007-2008 | Sky de Chicago       | États-Unis |
| 2007-2010 | Rivas Ecópolis       | Espagne    |
| 2010-2014 | Tango Bourges Basket | France     |

## Palmarès
- Championne de France LFB 2010-2011
- Championne de France LFB 2011
- Vainqueur Coupe de France : 2014

### Distinction personnelle
- Choisie en 30e position par le Liberty de New York lors de la draft WNBA 2004
- Invitée au All-Star Game européen 2010[5]